# Élections législatives de 1951 en Guyane
Les élections législatives françaises de 1951 se tiennent le 17 juin. Ce sont les deuxièmes élections législatives de la Quatrième République.

## Mode de scrutin
Le mode d'élection choisit pour ce département est le scrutin uninominal à un tour.
Dans le département de la Guyane, un seul député est à élire.

## Élus
| Député sortant     | Parti | Parti | Député élu ou réélu | Parti | Parti |
| ------------------ | ----- | ----- | ------------------- | ----- | ----- |
| Léon-Gontran Damas |       | SFIO  | Édouard Gaumont     |       | RPF   |

## Résultats

### Résultats à l'échelle du département
|          | RPF                          | Édouard Gaumont      | 2 099 | 35,41  |  |  |
|          | Indépendants d'Outre-mer     | Constant Chlore      | 1 261 | 21,27  |  |  |
|          | diss SFIO                    | Jules Patient        | 886   | 14,95  |  |  |
|          | SFIO                         | Léon-Gontran Damas * | 723   | 12,20  |  |  |
|          | Union Droite Guyanaise       | Polycarpe Vermont    | 530   | 8,94   |  |  |
|          | Réveil progressiste guyanais | Léonce Laguerre      | 427   | 7,20   |  |  |
|          |                              |                      |       |        |  |  |
| Inscrits | Inscrits                     | Inscrits             | 8 288 | 100,00 |  |  |
| Votants  | Votants                      | Votants              | 6 040 | 72,88  |  |  |
| Exprimés | Exprimés                     | Exprimés             | 5 928 | 98,15  |  |  |